# قانون الذوق العام في السعودية
قانون الذوق العام في السعودية هو قانون خاص بالآداب العامة في المملكة العربية السعودية هو مجموعة من القواعد الصادرة في سبتمبر 2019 من قبل الحكومة السعودية لضمان أن المواطنين والسائحين على دراية بالقواعد المتعلقة بالآداب العامة ويتوافقون مع القانون السعودي.

## نبذة
الذوق العام في السعودية هو مجموعة الآداب السلوكية والاجتماعية التي تنطوي تحت إطار اللباقة التي يفرضها المكان والزمان وعامّيته، ومنبعها الثقافة الإنسانية والسلوكيات المتعارف عليها، وتحكمها لائحة تنظيمية بدأ تنفيذها في سبتمبر 2019 تمنع كل ما من شأنه المساس بالذوق العام والتقليل من احترام الثقافة والتقاليد السعودية أو الإساءة إليها، وتضم 19 مخالفة يعاقب مرتكبها بغرامات مالية، أقلها 50 ريالاً وأعلاها 3000 ريال، ويُلزم بتغطية تكاليف الإصلاح وإزالة الأضرار الناجمة على أي مخالفة.

## قانون المحافظة على الذوق العام
هو قانون فُرض بعد إعداد لائحة تنظيمية وموافقة مجلس الوزراء عليها في أبريل 2019م، يُطبق على مرتادي الأماكن العامة، تحت تنسيق مشترك من وزارة الداخلية ووزارة السياحة في مباشرة المخالفات وتطبيق العقوبات وتحديد الغرامات. وترصد اللائحة عقوبات لا تتجاوز 3 آلاف ريال لكل من ينتهك منظومة القيم والأخلاق في الأماكن العامة، ويتسبب في أذى وإضرار مرتادي هذه الأماكن.

## أشكال الإضرار بالذوق العام في المملكة
يأخذ الإخلال بالذوق العام عدة أشكال وتحدد الجهات المعنية نوع العقوبة المفروضة وفقا للمخالفة المرتكبة، ومنها على سبيل المثال التلفظ بأي قول أو إصدار أي فعل في الأماكن العامة قد تؤدي للإضرار بالمتواجدين وإخافتهم أو تعرضهم للخطر، أو ارتداء اللباس غير اللائق في الأماكن العامة، ويشمل الملابس الداخلية وثياب النوم أو تلك التي تحمل عبارات أو صورًا أو أشكالاً تخدش الحياء أو ذات رمزية عنصرية، أو ما يُسهم في إثارة النعرات، أو يروج للإباحية وتعاطي الممنوعات، كذلك تحظر اللائحة الكتابة أو الرسم على الجدران ما لم يكن مرخصا لذلك، ووضع الملصقات وتوزيع المنشورات التجارية في الأماكن العامة دون ترخيص، واستخدام الإضاءات المؤذية كالليزر وما في حكمه، ومنها أيضا إشعال النار في الحدائق والأماكن العامة في غير الأماكن المسموح بها، وكذلك مخالفة وتخطي طوابير الانتظار بالأماكن العامة لغير الحالات المستثناة التي تحددها الجهة المعنية، إضافة إلى إشغال مقاعد ومرافق كبار السن وذوي الاحتياجات الخاصة، وتجاوز الحواجز للدخول إلى الأماكن العامة. وتصنف اللائحة تصوير الأشخاص بشكل مباشر دون استئذانهم، أو تصوير الحوادث الجنائية أو المرورية أو العرضية دون الحصول على إذن أطرافها مخالفة من مخالفات الذوق العام تستوجب معاقبة مرتكبوها. كما تشمل لائحة المخالفات السلوكيات الخادشة للحياء التي تتضمن تصرفات ذات طبيعة جنسية، أو رفع صوت الموسيقى داخل الأحياء السكنية، وتشغيل الموسيقى في أوقات الأذان وإقامة الصلاة، وإلقاء النفايات في غير الأماكن المخصصة لها.